# Archaeolemur
Archaeolemur és un gènere extint de lèmurs que inclou dues espècies, Archaeolemur edwardsi i A. majori.
El gènere fou comú a Madagascar durant gran part de l'Holocè i les seves restes sovint són abundants als jaciments de fòssils de l'illa. L'àmplia distribució geogràfica i temporal del gènere es pot atribuir al seu caràcter generalista. Archaeolemur era un quadrúpede semiterrestre que passava gran part del temps a terra, tot i que també estava ben adaptat per la locomoció arborícola. Tot i la seva tendència a un estil de vida principalment terrestre, no està tan ben adaptat per córrer com els macacos o babuïns, els primats vivents amb qui se sol comparar el gènere.